# Goran Bregović

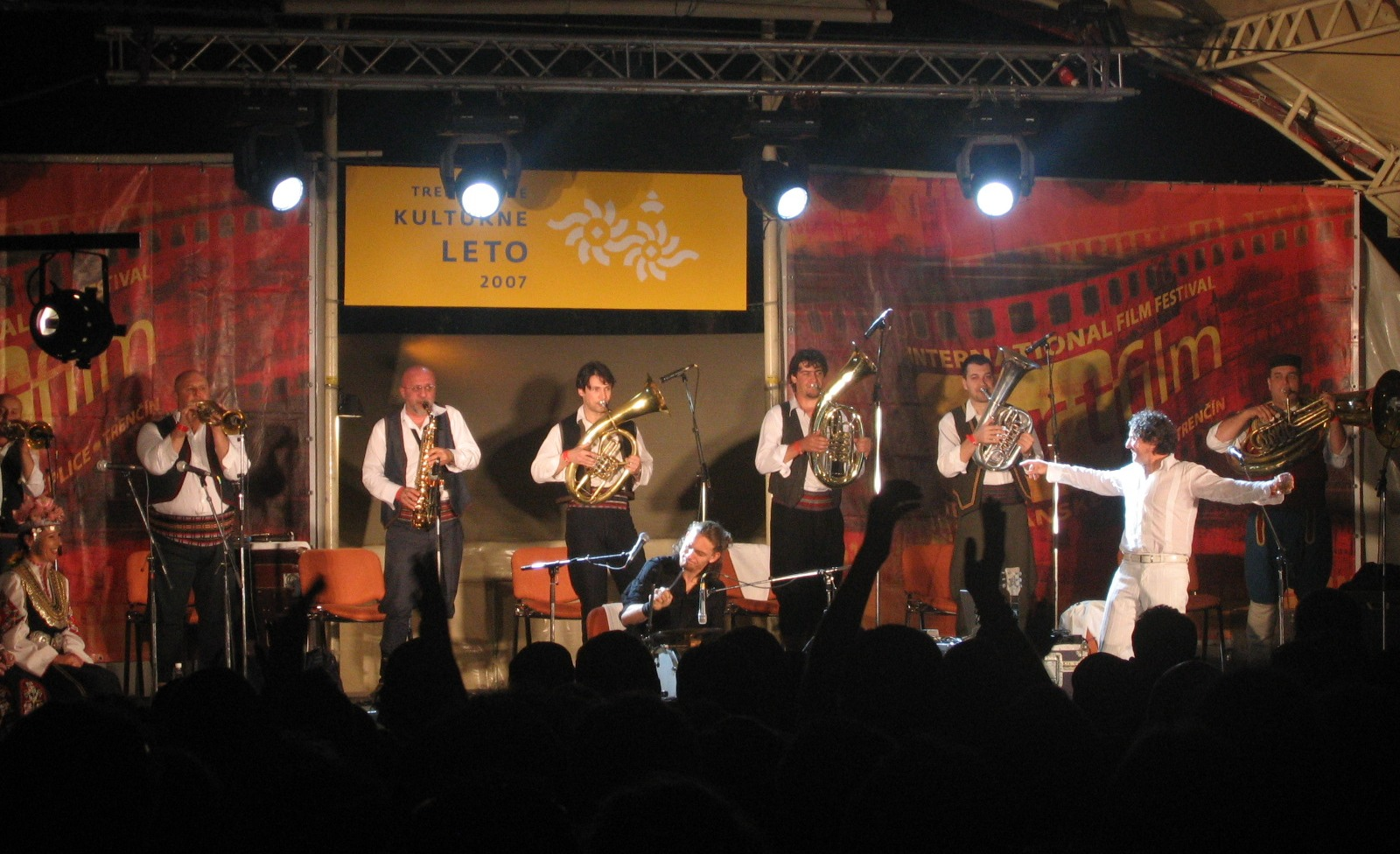
Goran Bregović y la Orquesta de Bodas y Funerales en una actuación en el festival de cine ARTFILM (2007), en Trenčín, Eslovaquia.

Goran Bregović (Горан Бреговић, en cirílico; Sarajevo, 22 de marzo de 1950) es un guitarrista, compositor, arreglista y productor musical serbobosnio, de padre croata y de madre serbia. Reconocido internacionalmente por ser el autor de las bandas sonoras de varias películas de fama mundial (sobre todo, las dirigidas por Emir Kusturica); Bregović es uno de los más afamados músicos de la región balcánica.
Su producción mezcla sonidos del folclore tradicional con rock, ritmos eslavos, otomanos y bizantinos, fusión étnica, música balcánica, metales cíngaros, manele rumano, chalga búlgara, klezmer judío, rembetiko griego, Čoček macedonio, kapla croata, sevdalinka bosnio, starogradska yugoslava, tamburizta serbocroata, kola serbia, pop-folk y turbo-folk, entre otros. Ha colaborado con un gran número de artistas de talla internacional, como Iggy Pop, Scott Walker, Cesaria Evora, Ofra Haza, Saban Bajramovic, Gypsy Kings, Eugene Hutz (Gogol Bordello), Florin Salam, Stephan Eicher y Bebe, por mencionar algunos. Es el autor del tema que representó a Serbia en el Festival de la Canción de Eurovisión 2010, "Ovo Je Balkan".

## Biografía
Goran nació en Sarajevo, República Popular de Bosnia y Herzegovina, República Popular de Yugoslavia, de padre croata, Franjo Bregović, y madre serbia, Borka Perišić.  
El abuelo materno de Goran luchó en el Ejército Real Serbio en el frente de Salónica durante la Primera Guerra Mundial y como recompensa recibió tierras en Eslavonia, donde pronto trasladó a su familia.  Cuando comenzó la Segunda Guerra Mundial, el abuelo de Goran se unió a los partisanos, y su abuela, dos tíos, tía y madre fueron llevados al campo de concentración de Jasenovac; donde en la puerta del campo fueron intercambiados por algunos alemanes capturados. La familia llegó a Serbia mientras su abuela mantenía a los niños durante toda la guerra con el contrabando de tabaco desde Herzegovina. Saltó del tren antes de entrar en la estación de trenes de Belgrado. El tío materno de Goran fue el sacerdote serbio y líder chetnik Radojica Perišić (1906 - abril de 1945), uno de los principales líderes del levantamiento de junio de 1941 en el este de Herzegovina durante la Segunda Guerra Mundial . Durante la guerra, fue comandante de la Brigada Chetnik Gacko, la primera fuerza guerrillera en liberar territorio en toda la Europa ocupada por los nazis. Perišić fue asesinado por la Ustacha en abril de 1945.
Franjo Bregović luchó en el bando partisano durante la Segunda Guerra Mundial. Tras la guerra, asistió a la escuela militar del Ejército Popular Yugoslavo (JNA) en Virovitica, donde conoció a la madre de Goran, Borka, poco después de la guerra.  Franjo Bregović pronto consiguió su primer trabajo como profesor de balística en una escuela militar de Sarajevo, por lo que la pareja se mudó allí.  Goran, su primer hijo, nació en 1950 en Sarajevo.
Goran tenía 10 años cuando sus padres se divorciaron. En entrevistas posteriores, mencionó el alcoholismo de su padre como la causa de la ruptura de su matrimonio.  Poco después de la separación, su padre se mudó a Livno, llevándose consigo a su hermano menor, Predrag, mientras que Goran permaneció viviendo con su madre en Sarajevo, visitando a su padre y hermano todos los veranos en Livno.  Su padre pronto se jubiló y finalmente regresó a su pueblo natal, Zagorje, mientras que su hermano, Predrag, regresó posteriormente a Sarajevo para cursar estudios universitarios.
Goran tocaba el violín en una escuela de música. Sin embargo, al ser considerado sin talento, lo expulsaron en segundo grado. Su educación musical se redujo así a lo que le enseñaba su amigo hasta que su madre le compró su primera guitarra en su adolescencia. Bregović quería matricularse en un instituto de bellas artes, pero su tía le dijo a su madre que supuestamente estaba lleno de homosexuales, lo que precipitó la decisión de su madre de enviarlo a una escuela técnica (de tráfico). Como solución para no salirse con la suya, le permitió dejarse crecer el pelo.
Al ingresar al instituto, el adolescente Bregović se unió a la banda escolar Izohipse, donde empezó tocando el bajo. Sin embargo, pronto lo expulsaron también de ese instituto (esta vez por mala conducta: chocó contra un Mercedes-Benz propiedad del instituto). Bregović ingresó entonces en el instituto y en su banda escolar Beštije (de nuevo como bajista). A los 16 años, su madre lo abandonó y se mudó a la costa, lo que significa que, además de tener algunos familiares con los que contar, tuvo que valerse por sí mismo. Lo hizo tocando música folclórica en una kafana en Konjic , trabajando en la construcción y vendiendo periódicos.
Al verlo en un concierto de Beštije en 1969, Željko Bebek invitó a Bregović, de dieciocho años, a tocar el bajo en su banda Kodeksi, lo que Goran aceptó con gusto.

## Trayectoria
En otoño de 1971, Bregović se matriculó en la Facultad de Filosofía de la Universidad de Sarajevo, donde estudió filosofía y sociología. Sin embargo, pronto lo dejó. Al mismo tiempo, Milić Vukašinović se marchó a Londres, por lo que Bregović formó una banda con Nuno Arnautalić llamada Jutro (Mañana), a la que Redžić pronto se unió también. Durante los años siguientes, la banda cambió de formación con frecuencia, y el 1 de enero de 1974 cambió su nombre a Bijelo Dugme (Botón Blanco).
De 1974 a 1989, Bregović tocó la guitarra principal y fue la principal fuerza creativa de Bijelo Dugme (Botón Blanco). Durante años, se mantuvieron como una de las bandas más populares de la República Federativa Socialista de Yugoslavia. Al igual que Jutro anteriormente, continuó siendo el líder indiscutible y la persona que toma las decisiones de Bijelo Dugme, además de su imagen pública en los medios impresos y electrónicos yugoslavos una vez que la banda comenzó a despegar comercialmente.
A principios de 1982, como parte de un evento que reunió a los anfitriones pasados y futuros de los Juegos Olímpicos de Invierno, la banda tocó en Innsbruck , Austria, como representantes de la ciudad de Sarajevo y la República Federativa Socialista de Yugoslavia, sede de los próximos Juegos Olímpicos de Invierno .  Al regresar a Yugoslavia desde Innsbruck, la banda tuvo su equipaje confiscado por la aduana yugoslava después de que se encontrara equipo musical no declarado entre su equipaje.  Unos seis meses después, durante el verano de 1982, Bijelo Dugme realizó una gira improvisada por la República Popular de Bulgaria , tocando 41 shows por todo el país desde el 15 de julio hasta el 31 de agosto de 1982.  A pesar de que la gira en apoyo de su último álbum de estudio Doživjeti stotu había terminado hacía más de un año, y no tenían material nuevo para promocionar, la banda habría aceptado la gira por Bulgaria para recuperar parte de los fondos que habían perdido después de ser multados por la aduana yugoslava por el intento de traer equipo musical no declarado al país.
En el verano de 1985, tras una década de rechazo continuo a las giras por la Unión Soviética por parte del agregado cultural de la embajada soviética en Yugoslavia, Bijelo Dugme finalmente fue aprobado y reservado para tocar en Moscú el 28 de julio de 1985, en el mismo proyecto que su compatriota yugoslavo Bajaga i Instruktori , en un gran concierto al aire libre en el Parque Gorky como parte del 12º Festival Mundial de la Juventud y los Estudiantes .  Antes del espectáculo, Bregović decidió secuestrar a la banda en Budva durante dos semanas para ensayar para el espectáculo de Moscú, una indicación de la seriedad con la que abordaron este concierto en particular.  Sin embargo, una vez en Moscú, debido al hacinamiento en el Parque Gorky y las consiguientes preocupaciones de seguridad, el evento se interrumpió alrededor de las 10 p. m. después de que el set de Bajaga i Instruktori antes de Bijelo Dugme tuviera la oportunidad de subir al escenario.  Dos días después, el 30 de julio de 1985, en lugar de tocar en el imponente Parque Gorky en el centro de Moscú, Bijelo Dugme tuvo que tocar en el Dynamo Arena, en las afueras de la ciudad, en un horario impopular: el mediodía.

## Discografía

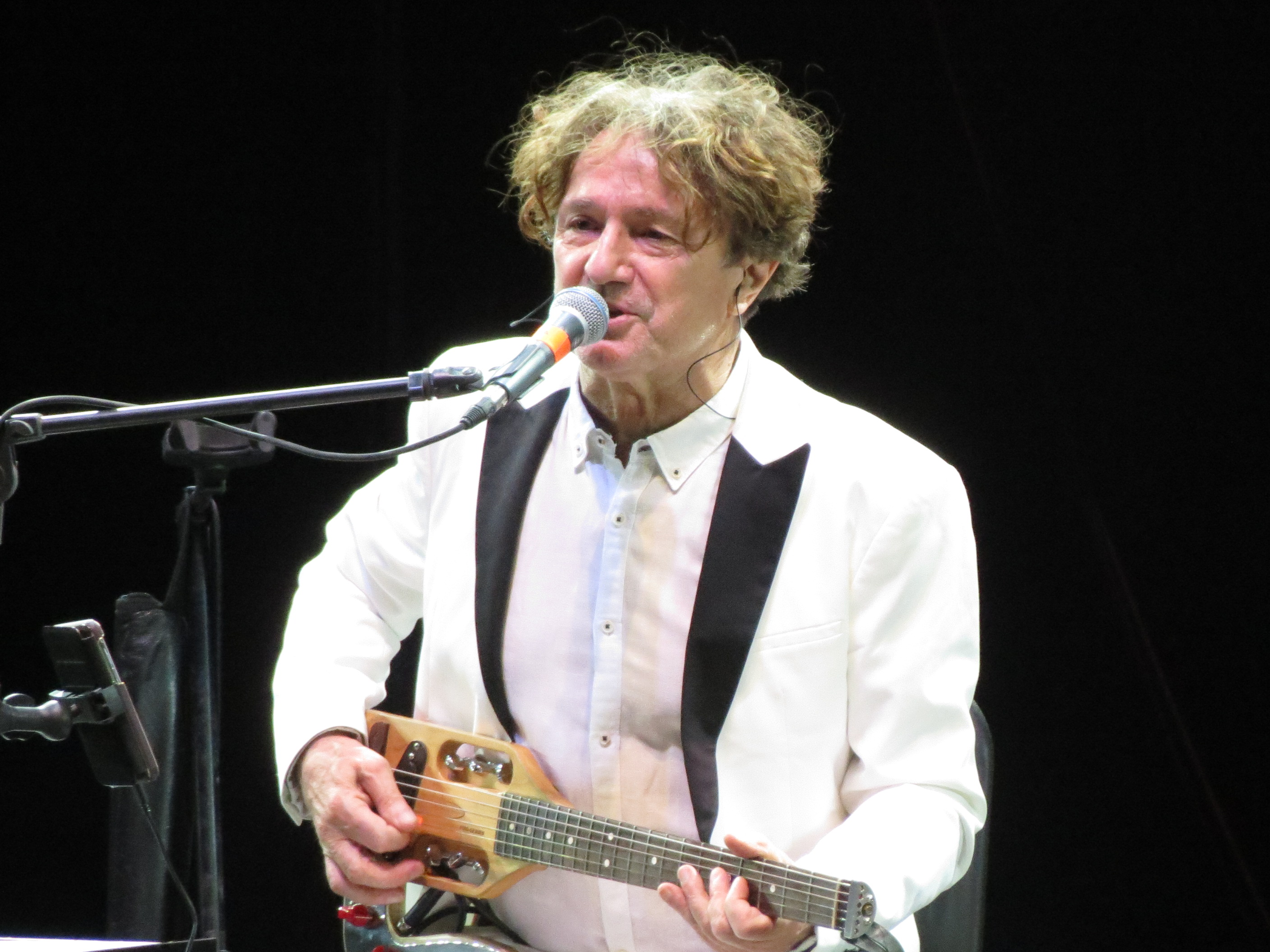
Goran Bregović en la Feria Nacional de San Marcos, 2019.

### Bijelo Dugme
- Kad bi' Bio Bijelo Dugme (1974)
- Ima neka tajna veza (single) (1974)
- Šta bi Dao da si na Mom Mjestu (1975)
- Iz Sve Snage (1975)
- Singl Ploče (1974-1975)
- Eto! Baš! Hoću! (1976)
- Milovan / Goodbye Amerika (1976)
- Koncert kod Hajdučke Česme (1977)
- Bitanga i Princeza (1979)
- Doživjeti Stotu (1980)
- Singl Ploce (1976-1980)
- Singl ploce 1974 - 1975 (1982)
- Singl ploce 1976 - 1980 (1982)
- Uspavanka za Radmilu M. (1983)
- Kosovska Djevojka (1984)
- Pljuni i Zapjevaj Moja Jugoslavijo (1986)
- Ćiribiribela (1988)
- Ima Neka Tajna Veza (1994)

### Música de películas
- Les Temps des Gitans / Kuduz (1989)
- Arizona Dream (1993)
- Toxic Affair (1993)
- La Reine Margot (1994)
- Underground (1995)
- The Serpent Kiss (1997)
- Train de Vie (1998) [inédito]
- Tuvalu (2000) Jürgen Knieper (de Goran Bregovic solo "The mocking song")
- I Giorni Dell’abbandono (2005) [inédito]
- Mustafa (2008)

### Recopilaciones
- P.S. (1996)
- Ederlezi (1998)
- Song Book (2000)
- Music for Films (2000)
- Welcome To Bregovic: The Best Of Goran Bregovic (2009)

### Duetos (en colaboración)
- Thessaloniki – Yannena with Two Canvas Shoes (1999) con George Dalaras (Grecia)
- Kayah & Bregovic (1999) con Kayah (Polonia)
- The Wedding & The Funeral (2001) con Sezen Aksu (Turquía)
- Kris & Goran (2002) con Krzysztof Krawczyk (Polonia)
- Modena City Ramblers (2005) Bella Ciao
- Paradehtika (2007) con Alkistis Protopsalti (Grecia)
- Zdravo Marijo (2008) con Severina (Croacia)
- Ruslana (2013) Kray

### Goran Bregović (solista)
- Irish Songs (1998)
- Silence of the Balkans (1998)

### Goran Bregović y la Banda de Bodas y Funerales
- Tales and Songs from Weddings and Funerals (1997)
- Karmen with a Happy Ending (2007)
- Alkohol (2008)
- Champagne for Gypsies (2012)
- Three Letters from Sarajevo (Opus 1) (2017)
- Belly Button Of The World (2023)

### Tributo
- Balkanica (2002) Athens Symphony Orchestra
- Ederlezi x Four: A Compilation of Goran Bregović Compositions (2012)

## Aparición en el cine
Goran Bregović debutó como actor en la película I Giorni Dell’abbandono, de Roberto Faenza (2005). En la trama de la película interpreta a Damian, un músico gitano. Bregovic también compuso la música de la película, sin embargo, la banda sonora (soundtrack) nunca se lanzó al mercado.

## Atribuciones equívocas
La Banda Sonora de Black Cat White Cat (1998) de Emir Kusturica, se atribuye de manera equivocada a Goran Bregović. La música fue compuesta por Dr. Nelle Karajlic, Vojislav Aralica y Dejan Sparavalo (integrantes de The No Smoking Orchestra).
El tributo Balkanika (2002), interpretado por la Orquesta Sinfónica de Atenas también se le ha atribuido erróneamente debido a que aparece el nombre de Goran Bregović en la portada del disco.